# Saint-Zénon
Saint-Zénon är en kommun i provinsen Québec i Kanada. Den ligger i regionen Lanaudière, i den sydöstra delen av landet, 190 km nordost om huvudstaden Ottawa.